# دهوک گجران
دهوک گجران (به انگلیسی: Dhok Gujran) یک روستا در پاکستان است که در پنجاب واقع شده‌است.